# Fleet Marine Force
Las Fleet Marine Forces, (FMF) estadounidenses son fuerzas generales y de propósitos especiales combinadas al interior del Departamento de la Armada de Estados Unidos que están diseñadas para llevar a cabo operaciones ofensivas de guerra anfibia o guerra expedicionaria y de empleo marítimo defensivo. Las Fleet Marine Force proporcionan a la Autoridad de Comando Nacional con una fuerza preparada que puede conducir operaciones en cualquier tipo de conflicto alrededor del mundo.

## Organización
La Fleet Marine Force consisten tanto de flotas navales de combate y de componentes de los Marines que conforman las Fleet Marine Force en las costas del Pacífico y del Atlántico, o al interior de sus "designaciones". Mientras sirven directamente bajo la organización del Cuerpo de Marines, el personal de la FMF, marines y marineros, están bajo el control operacional de los comandantes de flota navales; aunque el comandante del Cuerpo de Marines retiene el control administrativo y de entrenamiento.
El comandante general de la Fleet Marine Force; ya sea en el comando del Pacífico (o del Atlántico (CG FMFLANT), es responsable de la administración y entrenamiento de las unidades subordinadas de las Fuerzas del Cuerpo de Marines. Las unidades subordinadas de las Fleet Marine Force de Flota quedan bajo el control operacional de los comandantes, el United States Fleet Forces Command (previamente Flota del Atlántico) o Flota del Pacífico de los Estados Unidos, cuando son desplegados.
Los jefes del Comando de las Fuerzas del Cuerpo de Marines de Estados Unidos y de las Fuerzas del Cuerpo del Cuerpo de Marines de Estados Unidos Pacífico sirven como los comandantes del componente del Cuerpo de Marines de sus respectivos comandantes de combate y también pueden servir como generales comandantes de las Fleet Marine Force del Atlántico o el Pacífico.
Las fuerzas operativas del Cuerpo de Infantería de Marina actualmente están organizadas en dos Fuerzas de Infantería de Marina de Flota (FMF): 
- Fleet Marine Force, Pacific  con su cuartel general en Honolulu, Hawái
- Fleet Marine Force, Atlantic con su cuartel general en Norfolk, Virginia

Cada FMF es equivalente a un comando de la Armada de Estados Unidos y se reporta a su respectivo Comandante en Jefe de Flota. El comandante general, un teniente general puede ser un aviador o un oficial de tierra. Su segundo es un oficial de la comunidad contraria. 
Las fuerzas del Cuerpo de Marines están organizadas como una Fuerza de Tareas Aeroterrestre de Marines y pueden ser empleadas ya sea como fuerzas expedicionarias navales o separadamente como parte de unas fuerzas combinadas o conjuntas más grandes.
Cada FMF consiste de al menos una Ala Aérea del Cuerpo de Marines , una División de Marines y un Grupo Logístico del Cuerpo de Marines (previamente llamado Grupo de Apoyo de Servicios de la Fuerza.

## Historia
Su predecesor fue la Fuerza de Base Adelantada a principios del siglo XX. La historia de la FMF retrocede hasta el 7 de diciembre de 1933, cuando el Secretario de la Armada Claude A. Swanson publica la Orden General 241 definiendo la Fuerza de Infantería de Marina de Flota.
Momentáneamente antes y durante la Segunda Guerra Mundial, la Fuerza de Infantería de Marina de Flota también tenía unidades FMF en el Pacífico Occidental asignada a la Flota Asiática, estableciendo la Fleet Marine Force, Pacífico Occidental.

## Personal de la Armada en las Fleet Marine Force

Distintivo de Especialista Recluta de Guerra de la Fleet Marine Force.

Por haber servido en la Fleet Marine Force, el Departamento de la Armada de Estados Unidos entrega la Insignia de Especialista Recluta de Guerra de la FMF y la Insignia de Oficial Calificado de la FMF (previamente era entregada la Cinta de la Fleet Marine Force. El personal de la Fuerza de Infantería de Marina de Flota, usualmente enfermeros de combate u Oficiales de Enlace de Artillería Naval que han participado en asaltos anfibios, también son eligibles para recibir la Insignia de Operaciones de Combate FMF para ciertas medallas y cintas de servicio. Ese personal naval está autorizado a usar el uniforme de faena del Cuerpo Marines marcado con insignias de la Armada, y debe cumplir con todos los requerimientos físicos de los marines de Estados Unidos.